# Livingston FC
A Livingston Football Club egy livingston-i székhelyű skót labdarúgócsapat, amely jelenleg a skót labdarúgó bajnokság első osztályában szerepel.

## Játékosok

### Jelenlegi keret
2019. szeptember 2-i állapotnak megfelelően.
| #  |     | Poszt | Név             |
| -- | --- | ----- | --------------- |
| 1  | SCO | K     | Ross Stewart    |
| 2  | SCO | V     | Nicky Devlin    |
| 4  | SCO | V     | Alan Lithgow () |
| 5  | SCO | V     | Ricki Lamie     |
| 6  | ENG | KP    | Marvin Bartley  |
| 7  | RSA | KP    | Keaghan Jacobs  |
| 8  | SCO | KP    | Scott Pittman   |
| 9  | AUS | CS    | Lyndon Dykes    |
| 10 | SCO | KP    | Craig Sibbald   |
| 11 | SCO | KP    | Steven Lawless  |
| 14 | ENG | V     | Hakeem Odoffin  |
| 15 | FRA | V     | Cécé Pepe       |
| 16 | SCO | KP    | Robbie Crawford |

| #  |     | Poszt | Név                                                       |
| -- | --- | ----- | --------------------------------------------------------- |
| 17 | SCO | KP    | Scott Robinson                                            |
| 18 | SCO | CS    | Lee Miller                                                |
| 19 | SCO | KP    | Chris Erskine                                             |
| 20 | TUN | CS    | Aymen Souda                                               |
| 21 | SCO | V     | Jack McMillan                                             |
| 22 | SCO | KP    | Scott Tiffoney                                            |
| 27 | ENG | V     | Jon Guthrie                                               |
| 29 | GUI | V     | Ibrahima Savane                                           |
| 31 | ENG | KP    | Jack Stobbs (kölcsönben a Sheffield Wednesday csapatától) |
| 33 | TGO | V     | Steve Lawson                                              |
| 37 | SCO | KP    | Craig Henderson                                           |
| 40 | SCO | K     | Gary Maley                                                |

### Kölcsönben
| #  |     | Poszt | Név                                             |
| -- | --- | ----- | ----------------------------------------------- |
| 23 | ITA | KP    | Raffaele De Vita (a Partick Thistle csapatánál) |
| 38 | SCO | CS    | Jack Hamilton (a Queen of the South csapatánál) |

| #  |     | Poszt | Név                                         |
| -- | --- | ----- | ------------------------------------------- |
| 39 | SCO | KP    | Carlo Pignatiello (a Stranraer csapatánál)  |
| 45 | ANG | CS    | Dolly Menga (az Petro de Luanda csapatánál) |

### Jelentős játékosok
| - Neil Alexander - Guillermo Amor - Marvin Andrews - Mark Burchill - Eugène Dadi - Murray Davidson - Graham Dorrans - Robert Douglas - Danny Griffin - Leigh Griffiths - Wes Hoolahan - Darren Jackson | - Brian Kerr - Paul Lambert - Steve Lawson - Mariusz Liberda - Stuart Lovell - Chérif Touré Mamam - Jamie McAllister - Grant McCann - David McNamee - James McPake - Dolly Menga - Lee Miller | - Marko Rajamäki - John Robertson - Maurice Ross - Steven Saunders - Robert Snodgrass - Goran Stanić - Vincze Gábor - Theodore Whitmore - Robbie Winters - Davide Xausa |

## Sikerek
- Skót ligakupa : 1

2003–04
- Skót másodosztály : 1

2000–01
- Skót harmadosztály : 4

1986–87, 1998–99, 2010–11, 2016–17
- Skót negyedosztály : 2

1995–96, 2009–10
- Scottish Challenge Cup  : 1

2004–05

## Nemzetközi kupaszereplések
| Szezon  | Bajnokság | Forduló    | Csapat        | Otthon | Idegenben | Össz.      |
| ------- | --------- | ---------- | ------------- | ------ | --------- | ---------- |
| 2002–03 | UEFA-kupa | Selejtezők | FC Vaduz      | 0–0    | 1–1       | 1–1 (i.g.) |
| 2002–03 | UEFA-kupa | 1. kör     | SK Sturm Graz | 4–3    | 2–5       | 6–8        |